# Комелянс
Комеля̀нс (на италиански: Comeglians; на фриулски: Comelians, Комелианс) е село и община в Северна Италия, провинция Удине, автономен регион Фриули-Венеция Джулия. Разположено е на 553 m надморска височина. Населението на общината е 540 души (към 2010 г.).